# Virgilio Bellone
Virgilio Bellone (Costigliole d'Asti, 6 dicembre 1907 – Torino, 25 marzo 1981) è stato un musicista e religioso italiano.
Salesiano, Professore al Conservatorio Giuseppe Verdi di Torino, era in particolare conosciuto, a livello nazionale ed internazionale, come il Direttore Artistico della "Stefano Tempia" di Torino.

## Biografia
Figlio di Angelo, alla cui memoria è intitolata la Scuola Media Statale di Costigliole d'Asti, divenne sacerdote salesiano nel 1924 e dal 1950 al 1953, si trasferì, per studi, in Belgio, dove, alcune musiche da lui composte, vennero trasmesse alla Radio nazionale Belga.
Fu allievo della Casa Madre di Valdocco alla scuola di don Filippo Rinaldi, don Barberis, don Francesia, don Piscetta e don Ricaldone.
Durante il noviziato a Foglizzo, il prefetto don Latil orientò sempre meglio il chierico Bellone allo studio della musica sacra.
Dopo la professione religiosa nel 1924, fu per tre anni assistente e maestro di musica al Noviziato di Monte Oliveto di Pinerolo e a Villa Moglia di Chieri.
A Valsalice fece il corso filosofico, sotto la guida del Direttore don Cimatti e del preside don Coiazzi.
Al Convitto di Cuneo per il tirocinio frequentò il corso teologico nel Seminario e riceve l'ordinazione sacerdotale nel 1933.
Trasferito a Valdocco, aiutò il maestro Scarzanella nelle esecuzioni musicali della Basilica, frequentò il Conservatorio e conseguì il diploma di magistero superiore in composizione, quindi quello di organo, di musica e canto corale; inviato poi successivamente come maestro di musica alla Crocetta, a Chieri, a Bagnolo, a Lanzo Torinese e all'Istituto San Giovanni Battista di Torino, sotto la guida di don Pagella, completò la sua cultura artistica.
Nel 1954 divenne docente di composizione vocale ed esercitazioni corali al Conservatorio di Torino, dove rimase per oltre 25 anni; nello stesso anno assunse la direzione dell'Accademia Corale "Stefano Tempia" che curò con passione, incrementandone l'attività e il prestigio per le sue numerose e impeccabili esecuzioni a Torino, in Piemonte, in Italia e anche all'estero.
Nel 1968 fu preposto alla direzione dei corsi di pedagogia musicale istituiti e patrocinati dall'Assessorato alla Pubblica Istruzione della Città di Torino.
È stato insignito dalla Presidenza della Repubblica Italiana dell'onorificenza di Grand'Ufficiale al merito della Repubblica.
Aveva il diploma di benemerenza della Scuola della Cultura e dell'Arte.
Era stato insignito della medaglia d'oro alla Pubblica Istruzione ed era membro dell'Accademia Mariana Salesiana, dell'Accademia Tiburtina di Roma, della Commissione Diocesana per la musica sacra, del Comitato di redazione di Case Editrici nazionali ed estere.
È scomparso nel 1981 all'età di 73 anni
Bibliografia:
- Cfr. elenco in un dossier, in due volumi, di composizioni musicali conservate presso il Fondo Musica della Biblioteca Centrale della Università pontificia Salesiana di Roma.
- Si segnala, in particolare:
La didattica della musica, LDC, Leumann Torino 1949.
L'armonioso linguaggio della muisica, 2 v., SEI, Torino 1959. Questo manuale in uso per le scuole magistrali in Italia conobbe, almeno fino al 1971, 12 ristampe.

## Onorificenze
Medaglia d'oro alla Pubblica Istruzione
Diploma di benemerenza della Scuola della Cultura e dell'Arte
| Controllo di autorità | VIAF (EN) 38285418 · ISNI (EN) 0000 0000 2678 1555 · SBN SBLV051600 · LCCN (EN) n83036312 |